# Эко-Эверест (экспедиция)
Экспедиция Эко-Эверест является ежегодным мероприятием, начало которому было положено в 2008 году. Единственная цель экспедиции — уборка мусора, накопившегося на Эвересте.

## Предпосылки
Эверест, самая высокая гора на Земле, в последние два столетия привлекает тысячи альпинистов. Впервые восхождение на Эверест совершили в 1953 году Эдмунд Хиллари и Тенцинг Норгей. Сотни экспедиций оставили на своём пути мусор и альпинистское снаряжение, которые в течение многих десятилетий оставались на большой высоте, постепенно накапливаясь. Мусор стал угрозой для окружающей среды и будущих экспедиций.
В 1987 году Боб Макконелл из школы Питцольдта, будучи руководителем базового лагеря в экспедиции на Эверест с северной стороны, организовал несколько походов по очистке тибетского маршрута, следуя завету школы: «место для лагеря после тебя должно остаться в лучшем состоянии, чем было до твоего прихода». В одном из этих походов  участвовал студент Крис Науманн. В 1991 году он, получив стипендию Уотсона, вернулся в Гималаи, чтобы провести экологические наблюдения. В 1994 году Крис стал начальником базового лагеря и экологическим менеджером американской экологической экспедиции «Сагарматха—1994», организованной «ветераном» школы Стивом Горилом. Горил пригласил в экспедицию ещё четырёх альпинистов, бывших инструкторами школы — Скотт Фишер (клаймбинг-лидер), Роб Хесс, Брент Бишоп и Стив Гайп (врач экспедиции). Также были наняты два высотных шерпа — Сона Денду и Лопсанг Джангбу. Бюджет составлял всего 150 тысяч долларов, участники активно занимались сбором спонсорских средств и оплачивали авиабилеты самостоятельно. Впервые была принята практика доплаты шерпам за спущенные баллоны и прочий мусор с горы. Всего было спущено 2268 кг мусора, включая 150 старых баллонов. Кроме того, согласно своему обещанию, экспедиция забрала с собой всё, что они сами использовали для восхождения (палатки, баллоны, пищевые отходы и т. д.).

## Уборка
С 2012 года более 13500 кг мусора и более 450 кг отходов жизнедеятельности человека (а также останки пяти погибших альпинистов) были убраны с горы благодаря экспедициям Эко-Эверест.

### Экспедиция-2008
Очистка вершины от мусора экспедицией Эко-Эверест началась в 2008 году. Благодаря партнёрству с Международным центром по комплексному развитию гор и Программой ООН по окружающей среде, а также поддержке Непала, экспедиция повысила уровень информированности общественности о глобальном потеплении и важности устойчивого альпинизма. Дава Стеван Шерпа, сын хорошо известного альпиниста Анг Церинг Шерпа, совершил первую экспедицию и достиг вершины 26 мая 2008 года.